# Église Saint-Pierre-ès-Liens de Courtenot
L'église Saint-Pierre-ès-Liens est une église située à Courtenot, en France.

## Localisation
L'église est située sur la commune de Courtenot, dans le département français de l'Aube.

## Historique
L'édifice est inscrit au titre des monuments historiques en 1926.